# Sauveterre-de-Rouergue
Sauveterre-de-Rouergue is een gemeente in het Franse departement Aveyron (regio Occitanie) en telt 811 inwoners (2004). De plaats maakt deel uit van het arrondissement Rodez. Sauveterre-de-Rouergue is lid van Les Plus Beaux Villages de France.

## Geografie
De oppervlakte van Sauveterre-de-Rouergue bedraagt 23,4 km², de bevolkingsdichtheid is 34,7 inwoners per km².

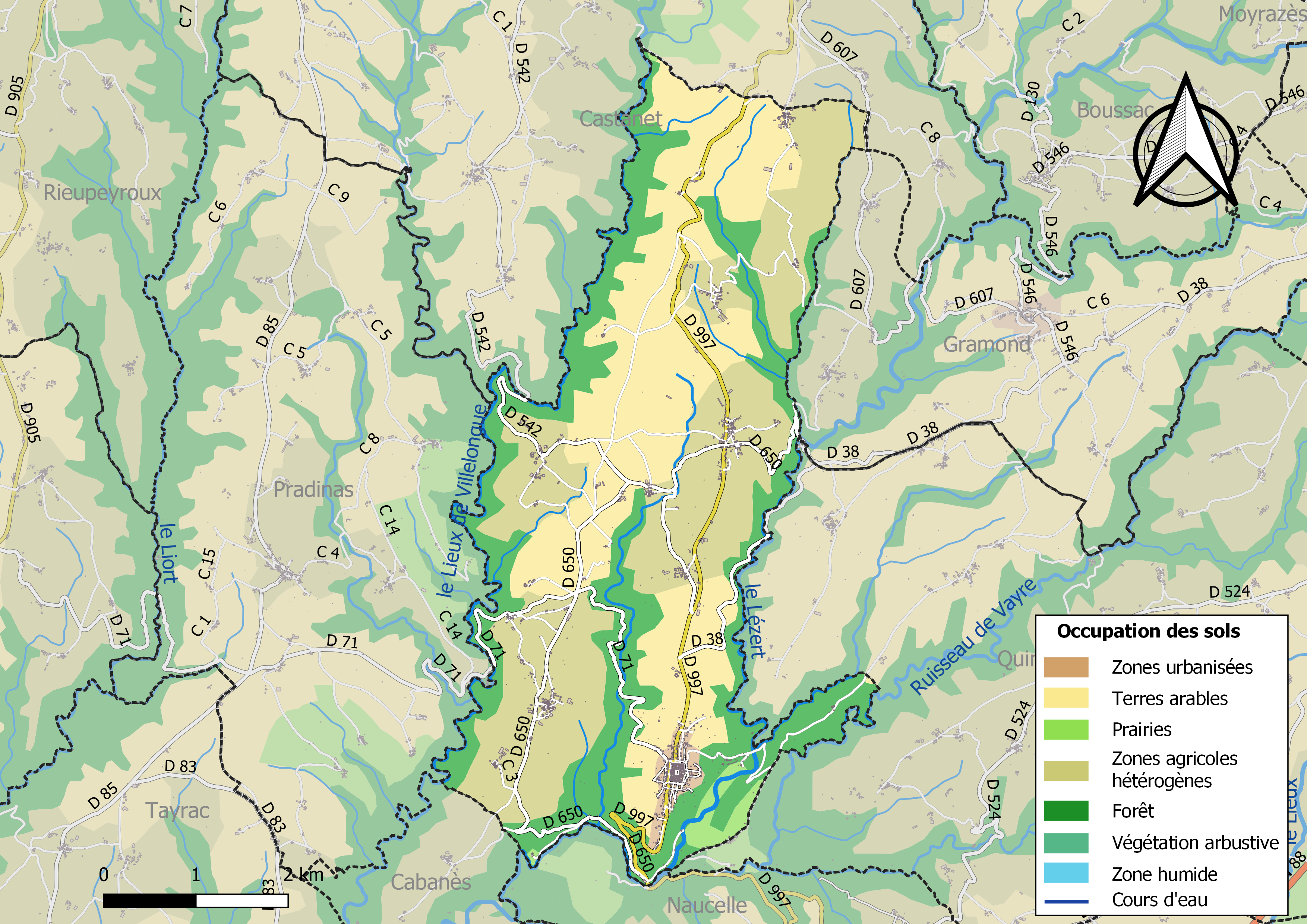
Kaart van de gemeente met de belangrijkste infrastructuur, bodemgebruik en omliggende gemeenten

## Demografie
Onderstaande figuur toont het verloop van het inwonertal (bron: INSEE-tellingen).

Vanwege een beveiligingsprobleem met de MediaWiki Graph-software is het momenteel niet mogelijk deze grafiek weer te geven. Zodra de software is bijgewerkt zal de grafiek vanzelf weer zichtbaar worden.